# Захід Едему
«Захід Едему» — науково-фантастичний, алтернативно-історичний роман фантаста Гаррі Гаррісона, написаний у 1984 році. Перша частина трилогії «Едем» про світ, де історія пішла іншим шляхом і первісні люди співіснують з динозаврами.

## Світ роману
Дія роману відбувається в альтернативній реальності, де 65 мільйонів років тому астероїд не впав на землю, тому і не відбулося вимирання динозаврів, які продовжили панувати Землею. Зрештою один з видів динозаврів еволюціюнував у розумну расу рептилоїдів під назвою іілани. Відкривши методи розщеплення і зрощування генних ланцюжків, іілани створили розвинену біологічну цивілізацію, в якій панують самиці, а самці слугують лише для виношування потомства, більшу частину життя проводять в ізоляції, і гинуть після виношування потомства на пляжах. Зріла молодь потрапляє в океан, де виростає, потім виходить на суходіл, потрапляючи в касту фаргів.
Мова іілан дуже складна і тільки частина фаргів повністю оволодіває мовленням і стає ііланами, інші використовуються як рабська сила або стають вигнанцями. Іілани живуть у містах, правительки яких (ейстаа) володіють абсолютною владою. Життя поза містом для іілан немислиме, вигнанці найчастіше помирають. Серед іілан зрідка з'являються Дочки Життя, які слідують вченню пророчиці Угуненапси і здатні жити поза владою ейстаа. Для них будь-яке життя священне. Іілани переслідують Дочок Життя, оголошують їх поза законом, оскільки ті — загроза для їхнього суспільства, де всі залежать від волі ейстаа.
Лише в Північній Америці, в якій не було ні динозаврів, ні іілан, живуть розвинені ссавці, що еволюціонували в людей (хоча в нашій реальності це, найімовірніше, сталося в Африці). Почався льодовиковий період, харчів дедалі меншає і тану (самоназва одного з народів людей) в пошуках їжі доводиться воювати одне з одним або йти на південь, де живуть мургу (рептилії). До того ж зміни клімату зачіпають й іілан в Африці і Європі, тому вони починають колонізувати Північну Америку.

## Сюжет
Вождь саммаду (племені) Амагаст разом зі своїм восьмирічним сином Керриком і кількома мисливцями здійснює розвідувальний похід на південь. Випадково вони потрапляють на охоронюваний пологовий пляж іілан, убивають самця з дитинчатами і його охорону. В цей час у молоде місто іілан Альпеасак, яке ті заснували поблизу, прибуває молода амбіційна ейстаа Веінте. Шокована виглядом трупів, вона наказує мисливицям Сталлан вистежити зграю устозоу (так іілани називають ссавців). Сталлан вбиває одного з мисливців і демонструє в місті його труп, після чого Веінте збирає озброєний загін і повністю знищує саммад Амагаста. Керрік і дівчинка Ісель потрапляють у полон. Веінте наказує філологу Енге навчити бранців мови іілан, щоб дізнатися від них більше. Керріку одягають ошийник і виготовляють одяг з людської шкіри. Він поступово вчиться мові рептилій, яка включає не тільки звуки, а й жести. Ісель не робить таких успіхів, у пориві гніву Веінте вбиває її.
Пізніше Керрік завдяки своїй здатності говорити стає наближеним до ейстаа. Він здійснює невдалу спробу втечі, після чого Веінте розуміє, що устозоу можуть брехати. Вона використовує цю здатність (якої іілани позбавлені), розправившись з Алакенши, спостерігачем, надісланим Малсас, ейстаа міста Інегбан, який повинен переїхати в Альпеасак у зв'язку з наближенням льодів. Веінте змушує Керрика розповісти про те, що вбивство іілане є спосіб життя для устозоу. Оскаженіла Малсас віддає наказ знищити весь вид Керрика і довіряє Веінте контроль над військовими силами у цій операції. Спеціально вирощені птахи — раптори, до ноги яких прикріплені своєрідні живі «фотокамери», здійснюють обльоти місцевості в пошуках зграй устозоу, після чого загони фарг вирушають на зачистку. Іілани використовують Керрика як перекладача. Він допитує полоненого саммадара Херилака, який пам'ятає його, і Амагаста. Херилак вмовляє Керрика приєднатися до його народу. Практично неусвідомлено Керрік винищує охорону, важко ранить Веінте і тікає з Херилаком. Вони зустрічають саммади Ульфадана і Келліманса.
Використовуючи знання Керрика про тактику іілан, мисливці вирізають загін фаргів, що зупинився на ніч перед атакою, і заволодівають хесотсанами — видозміненими ящірками, що стріляють отруєними дротиками. Після перемоги мисливці вирішують йти на південь, до них приєднується саммад Хар-Хаволи. Херилак стає вождем, а Керрік — його радником. Хлопчик Харл ненавмисно вбиває сову з фотокамерою іілан, розвідники Хар-Хаволи завдяки цьому виявляють військо іілан, які пересуваються на величезних тваринах. Розуміючи, що втекти неможливо, тану влаштовують засідку, яка перетворилася на винищення фаргів, після чого йдуть через гори і пустелю і знаходять притулок в долині осілого племені саску, які вміють виготовляти глиняний посуд і тканину. Однак іілани долають гірські снігу і осаджують долину. Саску і тану винищують рептилоїдів і вирішують йти на південь і спалити Альпеасак. Іілани також планують загальний похід з метою винищення устозоу, але тану випереджають їх, і Альпеасак гине у вогні. Веінте і Енге вдається втекти з міста.